# 五郎丸駅 (愛知県)
五郎丸駅（ごろうまるえき）は、かつて愛知県犬山市に存在した名古屋鉄道小牧線の駅である。1931年（昭和6年）4月29日開業。1944年（昭和19年）休止。1969年（昭和44年）4月5日をもって廃止されたが、総合犬山中央病院に近いほか、イオンモール誘致の動きもあるため近隣住民が復活を要望している。

## 歴史
- 1931年（昭和6年）4月29日 - 開業
- 1944年（昭和19年） - 休止
- 1969年（昭和44年）4月5日 - 廃止

## 隣の駅
所属路線、隣の駅は営業時代のもの。
名古屋鉄道
大曽根線
羽黒駅 - 五郎丸駅 - 東犬山駅